# Gyraulus vermicularis
Gyraulus vermicularis är en snäckart som först beskrevs av Gould 1847.  Gyraulus vermicularis ingår i släktet Gyraulus och familjen posthornssnäckor. Inga underarter finns listade i Catalogue of Life.